# Paratemnoides indivisus
Espèce
Synonymes
- Chelifer indivisus Tullgren, 1907

Paratemnoides indivisus est une espèce de pseudoscorpions de la famille des Atemnidae.

## Distribution
Cette espèce se rencontre en Tanzanie et au Kenya.

## Publication originale
- Tullgren, 1907 : Arachnoidea. 1. Pedipalpi, Scorpiones, Solifugae, Chelonethi. Wissenschaftliche Ergebnisse der Schwedischen Zoologischen Expedition nach dem Kilimandjaro, dem Meru und dem umgebenden Massaisteppen Deutsch-Ostafrikas 1905–1906 unter der Leitung von Prof. Dr. Yngve Sjöstedt, vol. 3, no 20, p. 1–15.